# Full Bloom
『Full Bloom』（フル・ブルーム）は、KARAのオリジナル・アルバム。2013年9月2日に発売された。

## 収録曲
1. 둘 중에 하나 (Runaway) / 二つに一つ (Runaway)
2. 숙녀가 못 돼 (Damaged Lady) / 淑女になれない (Damaged Lady)
3. 1+1
4. In The Game
5. Follow Me
6. Smoothie
7. 2Night
8. 둘 중에 하나 (Runaway) (Inst.)
9. 숙녀가 못 돼 (Damaged Lady) (Inst.)